# Medaille „Für die Verteidigung des Kaukasus“

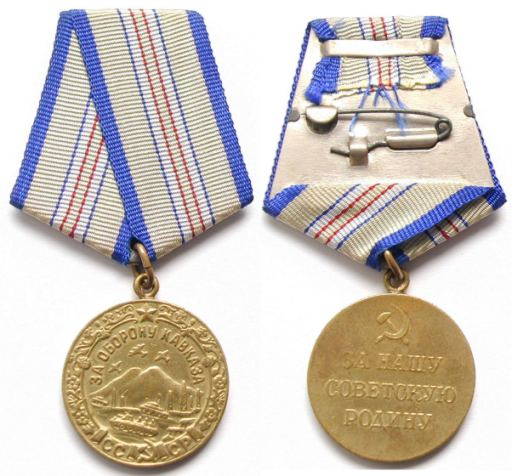
Avers und Revers der Medaille

Die Medaille „Für die Verteidigung des Kaukasus“ (russisch Медаль „За оборону Кавказа“) war eine sowjetische Auszeichnung während des Zweiten Weltkrieges anlässlich der deutschen Sommeroffensive, die zur Besetzung weiter Teile des Kaukasus durch die Wehrmacht führte. Im Zuge der nordkaukasischen Operation gelang es jedoch der Roten Armee bis Februar 1943, den Kaukasus wieder zu befreien. Die Medaille wurde von Josef Stalin gestiftet und an alle jene Angehörigen der Roten Armee verliehen, die an der Verteidigung des Kaukasus beteiligt waren.

## Aussehen und Trageweise
Die bronzefarbene Medaille zeigt auf ihrem Avers mittig die Berge des Kaukasus über deren Gipfeln Flugzeuge gen Westen fliegen, sowie ein Erdölfeld mit Fördertürmen vor denen drei Panzer in dieselbe Richtung fahren. Halbkreisförmig ist die Umschrift За оборону Кавказа (Für die Verteidigung des Kaukasus) zu lesen. Umschlossen wird diese Darstellung von einem Gebinde aus Rosenzweigen, wobei sich zwischen den Ästen in der oberen Mitte ein Sowjetstern befindet. An ihrem unteren Kreuzpunkt sind die Buchstaben CCCP zu lesen, die von Hammer und Sichel getrennt sind. Das Revers zeigt unter Hammer und Sichel die dreizeilige Inschrift: За нашу советскую родину (Für unsere sowjetische Heimat).
Getragen wurde die Medaille an der linken oberen Brustseite des Ausgezeichneten an einer langgestreckten pentagonalen stoffbezogenen Spange, deren Grundfarbe Hellgrün ist. Das Ordensband zeigt beidseitig einen blauen Saum sowie einen senkrecht eingewebten Mittelstreifen, der die Farbkombination Blau-Weiß-Rot-Grün-Rot-Weiß-Blau aufweist. Die dazugehörige Interimsspange ist von gleicher Beschaffenheit.